# Московский технологический университет (ВНИИТЭ)
Всероссийский научно-исследовательский институт технической эстетики (ВНИИТЭ) — научно-исследовательский и проектно-экспериментальный институт, учебно-методический и информационный центр в области дизайна. Находится в ведении Министерства образования и науки Российской Федерации.

## История

### 1960-е
Институт создан в 1962 году в Москве на территории ВДНХ СССР в соответствии с постановлением Совета Министров СССР № 349 «Об улучшении качества продукции машиностроения и товаров культурно-бытового назначения путём внедрения методов художественного конструирования».

Создание ВНИИТЭ послужило началом системного развития промышленного дизайна в стране и определило роль института как главной проектной и исследовательской организации в области промышленного проектирования.

С этого момента ВНИИТЭ становится центром исследования и проектирования, обеспечивающим все промышленные предприятия страны. Институт аккумулировал вокруг себя человеческие ресурсы и технологии, являлся центром промышленного проектирования и экспертизы в СССР. За счёт качественного обеспечения практикующими кадрами ВНИИТЭ и его десяти филиалов достигалось мощное движение СССР как одного из лидеров мирового промышленного дизайна.
С 1968 года во ВНИИТЭ была сформирована система подготовки научных кадров высшей квалификации по специальности «Техническая эстетика», создан Специализированный совет по присуждению учёных степеней кандидата наук по этой специальности, Центр консультирования и подготовки кадров высшей квалификации в сфере дизайна и эргономики.
1962 год
28 апреля опубликовано постановление Совета Министров СССР № 394 «Об улучшении качества продукции машиностроения и товаров культурно-бытового назначения путём внедрения методов художественного конструирования». Организованы ВНИИТЭ и семь СХКБ[прояснить] — в Москве, Ленинграде, Киеве, Свердловске, Риге, Баку и Тбилиси. Общее число специалистов, начавших работать в дизайне, составило 382 человека.

15 мая Совет Министров СССР принял постановление «О товарных знаках». Для обеспечения юридической безупречности торгового экспорта предписано создать и зарегистрировать около 200 тысяч товарных знаков. Комитет по делам изобретений и открытий при Совете Министров СССР издал «Положение о товарном знаке».
1963 год
На базе ВНИИТЭ образован центральный орган информации по технической эстетике и художественному конструированию, обслуживающий организации, предприятия и специалистов независимо от их ведомственной подчинённости.
1964 год
Сформирована система изданий ВНИИТЭ, начался выпуск ежемесячного бюллетеня «Техническая эстетика».

В Москве прошла представительная конференция на тему «Предмет и задачи технической эстетики в СССР», организованная ВНИИТЭ совместно с MГУ и Институтом истории искусств Министерства культуры СССР.

В Тбилиси проведено Всесоюзное совещание по художественному конструированию с участием гостей из социалистических стран.

ЛВХПУ имени В. И. Мухиной выпустило первых четверых специалистов с дипломами художников-конструкторов. В конце 1980-х годов вузы страны выпускали ежегодно около 350 дизайнеров.

В Москве по инициативе и при участии ВНИИТЭ проведена первая зарубежная выставка «Роль художественного конструирования в промышленности Великобритании». Впоследствии периодически устраивались различные зарубежные выставки дизайна — из Англии, Бельгии, ГДР, Дании, Италии, США, Финляндии, ФРГ, Японии.
1965 год
С 1965 года ВНИИТЭ стал членом Международном совете обществ по художественному конструированию (аббр. англ. ICSID) и в качестве головной организации по дизайну в СССР представлял в нём страну, подтверждая тот факт, что дизайн является одним из каналов интеграции России в мировую экономику и проектную культуру.
СХКБ организованы в Харькове и Хабаровске. В Москве проведены Первая всесоюзная конференция по художественному конструированию и первая Всесоюзная художественно-конструкторская выставка. В конференции участвовало около 700 человек, в том числе представители пяти социалистических стран. Впервые медалями ВДНХ СССР были отмечены 27 художественно-конструкторских разработок. Экспозиция выставки была показана в Киеве, Одессе, Кишинёве и Ленинграде.
Введена правовая охрана промышленных образцов. Изданы «Краткая методика художественного конструирования» (ВНИИТЭ) и «Методические основы художественного конструирования производственного оборудования» (ВНИИТЭ) — первые отечественные пособия для профессионалов. В Москве на ВДНХ СССР экспонировалась Вторая тематическая выставка «Художественное конструирование — 66». В Варшаве прошла вторая конференция представителей дизайнерских организаций стран — членов СЭВ.
1967 год
Сделан новый шаг вперёд в организационном развитии дизайна: под эгидой ГКНТ создана система дизайнерских организаций. В неё вошли: ВНИИТЭ как научно-исследовательский и научно-методический центр и девять его филиалов — в Ленинграде, Минске, Вильнюсе, Киеве, Харькове, Свердловске, Хабаровске, Тбилиси, Ереване.

Получена первая международная награда — золотая медаль Лейпцигской ярмарки. Ею отмечен зубофрезерный станок, художественно-конструкторский проект которого выполнен в Вильнюсском филиале ВНИИТЭ.
ВНИИТЭ публикует работу А. Г. Устинова «Цвет в производственной среде».
В Москве экспонировалась выставка «Промышленная эстетика США».
1968 год
Совет Министров СССР принял постановление «Об улучшении использования достижений технической эстетики в народном хозяйстве», подводящее итоги первого периода развития дизайна в стране, отмечающее определённые успехи в развитии новых наук: технической эстетики и эргономики. Постановление наметило ряд мер, способствующих дальнейшему укреплению связи между общетеоретическими исследованиями, прикладной наукой и практикой проектирования.

Учреждена система подготовки научных кадров высшей квалификации по специальности «Техническая эстетика». Во ВНИИТЭ создан специализированный совет по присуждению учёной степени кандидата искусствоведения по этой специальности.

ВНИИТЭ издал книгу «Художественное конструирование производственного оборудования» (ч. 1 и 2) и альманах «Советский дизайн 1962—1965». Регулярное издание обзоров продолжалось до 2-й половины 1980-х гг: «Художественное конструирование в СССР 1966—1967» (1969), «Художественное конструирование в СССР 1968—1969» (1971), «Художественное конструирование в СССР 1970—1973» (1975), «Художественное конструирование в СССР 1976—1980» (1982), «Дизайн в СССР. 1981—1985» (1987).

В Свердловском архитектурном институте организована кафедра промышленного искусства.

В Тбилиси при участии ВНИИТЭ проведён международный симпозиум ЮНЕСКС «Техника и художественное конструирование в современном мире».

Состоялись первые специализированные выставки советского дизайна — в Польше и Болгарии. В последующем в Брюсселе (1973), Штутгарте (1976), Хельсинки (1978), Варшаве, Кракове (1979), Бомбее, Загребе (1981), Берлине (1982) и других городах.
1969 год
В Москве экспонировалась выставка художественного конструирования Германской Демократической Республики «Функция-форма-качество». Выходит книга В. Ф. Венды «Средства изображения информации (Эргономические исследования и художественное конструирование)».

### 1970-е
1970
Проведена вторая Всесоюзная конференция по художественному конструированию и Вторая Всесоюзная художественно-конструкторская выставка. Во ВНИИТЭ подготовлены и изданы «Основы методики художественного конструирования», «Основы технической эстетики» и книга Г. Б. Минервина «Архитектоника промышленных форм».
1971
Создаётся правовая основа деятельности художников-конструкторов По инициативе ВНИИТЭ в его Белорусском филиале проводится первый международный проектный семинар ИКСИД — «Интердизайн», в котором принимают участие дизайнеры 15 стран.
1972
В Москве на базе ВНИИТЭ проходит Первая международная конференция учёных и специалистов стран членов СЭВ и СФРЮ по вопросам эргономики, положившая начало многостороннему научно-техническому сотрудничеству в этой области. В Москве и других городах проводится первый День художника-конструктора, являвшийся своеобразным отчётом о творческой деятельности дизайнерских подразделений почти за 10 лет.
1973 — во ВНИИТЭ выполнен первый зарубежный заказ — дизайн проект токарного гидрокопировального станка для итальянской фирмы «Utita».
1974 — в Москве демонстрировались две выставки: «Художественное конструирование в Бельгии» и «Художественное конструирование в Чехословакии».
1975
Москва стала местом проведения IX Международного конгресса ИКСИД — первого конгресса, проходившего в социалистической стране. В нём участвовали 700 советских специалистов и 757 деятелей дизайна из 32 стран мира.

В Риге проведена выставка художественного конструирования и промышленной графики — первая среди республиканских выставок, которые впоследствии устраивались в различных городах страны.

ВНИИТЭ публикует «Краткий словарь терминов дизайна».
1976
Постановлением ЦК КПСС и Совета Министров СССР в 1976—1980 годах «О развитии производства товаров массового спроса и о мерах по повышению их качества» на ВНИИТЭ возложено проведение оценки эстетического уровня новых видов товаров культурно-бытового назначения и хозяйственного обихода.
1977
Президентом Международного Совета обществ по художественному конструированию (ИКСИД) впервые избран представитель социалистической страны — директор ВНИИТЭ Ю. Б. Соловьёв. 

В Харькове состоялся второй международный семинар «Интердизайн». Его тема — «Дизайн для инвалидов». Британским советом по дизайну при содействии ВНИИТЭ была развернута английская выставка «Дизайн и новая технология».
1978
В Баку организован ещё один, 10-й в системе ВНИИТЭ, Азербайджанский филиал.

Начал свою работу в области пропаганды дизайна Центр технической эстетики, открывшийся в Москве в новом здании издательства «Известия» на Пушкинской площади. За годы своей деятельности он провёл более 20 выставок советского дизайна различного профиля и масштаба — республиканские, городские, тематические, персональные и так далее.

ВНИИТЭ выпустил в свет капитальный коллективный труд «Методика художественного конструирования», который принят в качестве методического пособия странами — членами СЭВ. Второе издание книги вышло в 1983 году.
1979
Закончена работа над первой в практике отечественного дизайна комплексной дизайн-программой «Электромера» для В/О «Союзэлектроприбор». Она охватила всю продукцию объединения, упаковку, фирменную графику, производственную среду, спецодежду. Дизайнеры ВНИИТЭ вместе с инженерами отрасли разработали ряд конструктивных решений, позволивших в 4 раза сократить номенклатуру органов управления, в 5 раз снизить трудоёмкость изготовления несущих конструкций, а также значительно улучшить эргономические и эстетические свойства приборов. Началось внедрение дизайн-программы на предприятиях отрасли; экономический эффект исчислялся миллионами рублей. Высокая результативность первой дизайн-программы открыла путь к широкому использованию этого метода проектирования.

В издательстве МГУ выходит в свет книга В. П. Зинченко и В. М. Мунипова «Основы эргономики».

### 1980-е
В 1980-е годы дизайнерами ВНИИТЭ и его различных филиалов разрабатывались более 10 отраслевых и межотраслевых комплексных дизайн-программ. Среди них — «Культбытмаш», БАМЗ, «Часы», «Вторичные ресурсы», «Электробритвы», «Вело», «Магистраль», «Вокзал», «Контакт», «Медтехника», «Прома», «Среда-Скиф», «Алшерон» (ВНИИТЭ и участники семинара «Интердизайн — 83») и др.
1980
В Тбилиси состоялся очередной международный семинар «Интердизайн» на тему «Оборудование городской среды».

Под руководством ВНИИТЭ и при участии организаций стран — членов СЭВ издано руководство «Эргономика. Принципы и рекомендации». Второе издание вышло в 1983 году.
1981 — В Риге при ЛатНИИНТИ открылся Латвийский дизайн-центр — первый в ряду республиканских центров пропаганды дизайна.
1982
Бюллетень «Техническая эстетика» реорганизован во всесоюзный журнал.

За годы выхода в свет его тираж вырос с 8 тыс. до 28 тыс. экземпляров.

Дизайн-программа «Электромера», разработанная ВНИИТЭ, отмечена премией Совета Министров СССР.
1983
В Баку состоялся очередной международный проектный семинар ИКСИД «Интердизайн». Тема семинара — «Дизайн для сельского быта» (разрабатывались функциональные процессы, среда и оборудование кооперативного агропоселка).
1984
В Москве экспонировалась выставка «Японский дизайн. Традиции и современность».
1985
В Ереване проведен пятый по счету в СССР международный семинар «Интердизайн» на тему «Будущее часов».

Закончена работа над первой комплексной дизайн-программой Культбытмаш в области сложной бытовой техники. Программа охватывала четыре видовые группы продукции (подпрограммы): велосипеды, электробритвы, часы, магнитофоны.
1986
Должность художника-конструктора (дизайнера) внесена в квалификационный справочник должностей руководителей, специалистов и служащих. Утверждена научно-техническая программа «Эргономика», предусматривающая разработку и внедрение системы эргономического обеспечения проектирования, создания и эксплуатации машин и оборудования.

15 мая ЦК КПСС принял постановление о создании Союза дизайнеров СССР.

В Москве на ВДНХ была развёрнута выставка Федеративной Республики Германии «Дизайн — красота и польза».
1987
4 апреля в Москве на Учредительном съезде провозглашено создание Союза дизайнеров СССР — качественно нового звена в системе отечественного дизайна. 612 делегатов съезда, представлявшие все направления дизайна из 15-ти республик, стали первыми членами Союза.
3 ноября подписаны два постановления Совета министров СССР: № 1248 «О мерах по дальнейшему развитию дизайна» и № 1249 «Вопросы Союза дизайнеров СССР».

Создаются Союзы дизайнеров Грузии, Литвы. Украины, Казахстана, Ленинграда, что положило начало формированию Союза дизайнеров в общегосударственном масштабе.

Изданы методические материалы «Методика художественного конструирования. Дизайн-программа» и «Средства дизайн-программирования» (ВНИИТЭ).

Выходит первый номер информационного бюллетеня Союза дизайнеров СССР.
В этом году команда дизайнеров из ВНИИТЭ совместно с коллективом ОКБ им. С.В. Илюшина принимает участие в конкурсе, устроенном Министерством автомобильной промышленности СССР, в рамках которого была создана модель новой модели поезда метро "Серебряная нить". Дизайнерами было предложено четыре конфигурации вагона:
1. "Радиус" — не отличался от обычных вагонов;
2. "Кольцо" — увеличено количество дверей до шести, предусматривалось место для багажа;
3. "Хорда" — "автобусная" компоновка сидений, две двери с каждой стороны, которые должны были открываться одновременно на станциях; вагон предназначался для эксплуатации на "скоростных" хордовых линиях;
4. "Пик" — шесть дверей с каждой стороны вагона и увеличенное количество пространства для стоящих пассажиров.

Для навигации пассажиров предлагалось использование наддверных табло с внешней (на них демонстрировалась конечная станция маршрута поезда) и внутренней (пассажирской) стороны вагона, переработано место машиниста с учётом эвакуационного трапа, а также предлагалось использование принудительной вентиляции.
1988
Созданы первые дизайн-студии при Союзе дизайнеров СССР как альтернатива государственным структурам художественного конструирования.

В столице Чехословакии Праге состоялась вторая (и последняя) выставка «Дизайн — социалистическому обществу».
1989
Организации Союза дизайнеров СССР созданы во всех республиках (кроме РСФСР), Москве и многих региональных центрах России. Общее количество членов Союза достигло 3000 человек, из которых одну треть составляли дизайнеры, связанные с промышленностью.

Изданием методического материала «Уральская школа дизайна» положено начало большой программе ВНИИТЭ по подготовке и публикации книг серии «Библиотека дизайнера». Серия книг включала разделы: «Теория», «Методология», «Образование», «Зарубежный дизайн».

ВНИИТЭ публикует книгу А. А. Грашина и М. И. Сугако «Дизайн комплексов оперативно-диспетчерского управления».

В Москве экспонировалась выставка «Дизайн США». Американский дизайнер и педагог Виктор Папанек, автор книги «Дизайн для реального мира» по инициативе Союза дизайнеров СССР прочёл лекции в Москве и Ленинграде, выступил по Центральному телевидению.

### 1990-е
1990
Под Ленинградом состоялся очередной всесоюзный проектный семинар Союза дизайнеров СССР. Тема семинара «Дизайн-концепция Центра реабилитации моряков-подводников» получила продолжение в дипломных проектах студентов вузов Москвы и Ленинграда.
1991
В Токио экспонировалась выставка советского дизайна «Образы перестройки. Два полюса русского дизайна».

5 декабря на конференции в Москве учреждён Союз дизайнеров России.
1992
Произведения дизайна впервые включены в число работ-соискателей Государственной премии Российской Федерации в области литературы и искусства.

Первыми лауреатами Госпремии в номинации «Дизайн» стали Ирина Крутикова и Людмила Назарова за коллекцию женской одежды из русского меха. Впоследствии этой высокой государственной награды были удостоены творческие коллективы дизайнеров производственных объединений ОАО «Ижмаш», ОАО «КамАЗ», ОАО «ЛОМО», ОАО «Красногорский завод им. С. А. Зверева», ОКБ им. И. О. Сухого, Павловского платочного объединения, коллектив авторов ВНИИТЭ за серию книг «Библиотека дизайнера», Н. В. Воронов, С. М. Михайлов и Ю. В. Назаров книги по истории отечественного дизайна, а также отдельные дизайнеры: модельер В. Зайцев, графики В. Чайка, А. Логвин, А.Акопов и другие.

1993
ВНИИТЭ приступил к развертыванию долгосрочных работ по созданию комплекса экспериментальных дизайн-проектов и прикладных научно-исследовательских работ по формированию развивающей (обучающей, воспитывающей, реабилитирующей) предметно-пространственной среды дошкольных и школьных учреждений, центров здоровья, развития и социально-психологической помощи детям России.
В Москве в Экспоцентре на Красной Пресне прошла проблемная выставка «Мир детства».
1994
Специалистами ВНИИТЭ при участии Московского регионального аналитического центра Правительства Москвы и Администрации Московской области разработана Проектная доктрина России (проект), охватывающая развёрнутый спектр проблем развития отечественного проектирования.
1995
В Москве прошли: 3-й Фестиваль компьютерной графики и анимации:
«Аниграф 05» — Выставка работ соискателей Государственной премии Российской Федерации в области литературы и искусства 1995 г.; 3-я Всероссийская выставка-конкурс «Дизайн — 95».
1994
В Москве в Экспоцентре на Красной Пресне прошла проблемная выставка «Мир детства»[уточнить]. Здесь были показаны первые результаты разработанной во ВНИИТЭ концепции детской развивающей предметной среды.
ВНИИТЭ восстанавливает членство в ИКСИД (ICSID), прерванное в 1992 году из-за финансовых трудностей.
1995
Специалистами ВНИИТЭ при участии Московского регионального аналитического центра Правительства Москвы и Администрации Московской Области разработана Проектная доктрина России (проект), охватывающая развернутый спектр проблем развития отечественного проектирования.
1996
Закончено издание энциклопедического научного труда «Библиотека дизайнера», освещающего проблемы развития дизайна в науке, образовании, социальной сфере, экономике. На выставке-конкурсе «Дизайн-96» авторский коллектив «Библиотеки» удостоен Российского национального приза «Виктория», присуждаемого за лучшую работу года в области дизайна.
1997 — лауреатами Государственной премии 1997 года стали члены авторских коллективов ВНИИТЭ за создание «Библиотека дизайнера».
1998
ВНИИТЭ участвует в Первой специализированной выставке «Красота и дизайн — 98» — и Международной выставке «Жилище — 98» коллектив авторов был награждён золотыми медалями лауреатов ВВЦ РФ, а институт — дипломом Госстроя России. На выставках были показаны дизайнерские решения элементов детской развивающей предметной среды жилища.
1999
В Москве состоялись:
выставка работ соискателей Государственной премии Российской Федерации в области литературы и искусства 1999 года.

7-я Всероссийская выставка-конкурс «Дизайн — 99».

При МОА «СД» создана молодежная секция дизайнеров.

### 2000-е
2000
В Москве прошла Всероссийская конференция «Качество жизни»: Россия 21 века. К конференции ВНИИТЭ были опубликованы тезисы докладов и сообщений, а в 2002 году — сборник докладов «Качество жизни — главный критерий социально-экономического развития России».
2001
За участие в Международной специализированной выставке мебельного искусства «Артмебель — 2001» ВНИИТЭ награждён дипломом СД Москвы за комплексное решение средовых объектов детских учреждений.
2002
В Москве в «КВЦ Сокольники» проведен первый Московский форум Дизайн в промышленности и приуроченные к форуму выставка работ дизайнеров и научно-практическая конференция «Качество жизни и дизайн».
2005 — ведутся работы по изучению теоретических проблем дизайна.
2009 — созданы фундаментальные труды по инженерной психологии, психологии труда. Выходит серия книг под общим названием «Эргодизайн».
Выходит двухтомник, «становление дизайна» и «отечественный дизайн в период модернизации экономики» под общей редакцией А. А. Грашина.

### 2010-е
2013 — систематизированы результаты работ по эргономике в авиационной и аэрокосмической сфере.
2014 — ВНИИТЭ утратил статус Всероссийского института и вошел в структуру МГТУ МИРЭА.
2015
Проходит реорганизация диссертационного совета.

Начаты работы с архивами ВНИИТЭ, систематизируются работы по промышленному проектированию за последние 50 лет, восстанавливаются программы по переподготовке специалистов, специальность промышленный дизайн, эргономика, инженерная психология.

Возобновлена международная деятельность. Под эгидой ICSID в Москве проводится WORD INDUSTRIAL DESIGN DAY 2015.
- Технической эстетики институт // Струнино — Тихорецк. — М. : Советская энциклопедия, 1976. — (Большая советская энциклопедия : [в 30 т.] / гл. ред.  А. М. Прохоров ; 1969—1978, т. 25).